# ジョン・ブル (作曲家)
ジョン・ブル（John Bull, 1562年または1563年 - 1628年3月12日）は、16世紀末～17世紀初頭のイングランドの作曲家でオルガン建造家。卓越した鍵盤楽器の演奏家として知られた。

## 生涯
おそらくウェールズの出身。1573年にヘレフォード大聖堂の聖歌隊に加わり、翌年からロンドンの王室礼拝堂の少年聖歌隊員となる。同地でウィリアム・ブリズマンやウィリアム・ハンニスに師事。また、この頃から鍵盤楽器の演奏を学び始める。
1586年にオックスフォード大学より学位を取得し、王室礼拝堂のジェントルマンに任命される。1591年には王室礼拝堂オルガニストに就任した。翌年にオックスフォード大学より博士号を取得、1596年にはエリザベス1世のお墨付きでグレシャム・カレッジの音楽科教授に着任する。同女王の死後は、ジェイムズ1世に仕官。この間に独力で、卓越した作曲家や鍵盤楽器奏者（とりわけ即興演奏家）として名声を博した。
しかしながら、鍵盤楽器の演奏家兼作曲家としての超絶技巧のかたわらで、とかく悶着を引き起こしがちであった。未婚女性を妊娠させてしまってグレシャム・カレッジにいられなくなり、肩書きを失った後に結婚資格を得たものの、二度と大学に戻ることはなかった。しかも、以前に譲渡された家屋の所有権を取り戻そうとするなどの珍事件により、不法侵入で訴えられ、その所業は星室庁での訴訟に持ち込まれたが、その顚末については不明である。
1613年、ブルはひそかにイギリスを脱出し、不義密通の咎に対する、カンタベリー大司教とジェイムズ1世による断罪から大急ぎで逃れようとした。ネーデルランド駐在のイングランド大使が、はじめはブルを匿おうとしたが、後に自らの立場を憂慮して、1614年にジェームズ1世に釈明状を書き送っている。
その前年にカンタベリー大司教はブルについてこのように述べている。「その男が有するのは誠実さよりも音楽であり、オルガンやヴァージナルへの指使いで名を揚げたように、生娘を疵物にすることでも名うての人物だ。」
ブルはネーデルラントにとどまり、心置きなく過ごしていたようだ。1615年にアントウェルペン大聖堂により次席オルガニストに、1617年には首席オルガニストに任命される。ブルはネーデルラント滞在中に、アントウェルペン市長宛ての1通も含む一連の手紙を書き送っており、自分は信仰上の迫害を逃れてイングランドを出国した、なぜなら自分はローマ・カトリックだからである、と訴えている。ブルは一度もイングランドに引き返さなかったために、信仰上の亡命者と信用されていたようだ。同地に滞在中に、当時最も影響力のあった鍵盤楽曲の作曲家、ヤン・ピーテルスゾーン・スウェーリンクに出会った。
1620年代にはオルガニストやオルガン建造家（オルガン建造相談人）として活動を続けた。アントウェルペンにて他界。

## 作品
ブルは、17世紀初期において最も有名な鍵盤楽曲の作曲家の一人であり、彼を凌ぎ得るのは、オランダのヤン・ピーテルスゾーン・スウェーリンク、イタリアのジローラモ・フレスコバルディぐらいのものである。彼は鍵盤楽器のために多くの作品を遺しており、そのいくつかはフィッツウィリアム・ヴァージナル・ブックに収録されている。ブルは鍵盤楽曲に加えて、ヴァース・アンセムやカノンなども作曲した。
ブルの作品の多くは、イギリス脱出の際に紛失し、中には処分されたり、他人によって盗作されたものもあるが、そのように誤って他人の作とされた作品は、今日では様式的観点によって訂正することが可能になってきた。
最初の（そして唯一の）出版されたブルの作品は、最初の出版されたヴァージナル曲集である《パーセニア、または処女性 Parthenia, or the Maydenhead 》（1612年もしくは1613年刊行）にウィリアム・バードとオーランド・ギボンズの作品と共に収められている。この曲集はブルの生徒であった15歳のエリザベス王女とプファルツ選帝侯フリードリヒとの婚約に捧げられている。エリザベス王女とプファルツ選帝侯フリードリヒとの婚礼の際には、アンセム《父なる神よ、子なる神よ God the father, God the son 》1613年も作曲した。
彼の120曲からなる《カノン集》は、当時の最も非凡なる曲集の一つであり、ヨハネス・オケゲムやバッハにも匹敵する、驚くべき対位法の粋が示されている。そのうち116曲は、グレゴリオ聖歌の《ミゼレーレ（われを憐れみたまえ）》を定旋律とする。単純な旋律を変形するのに用いられた技法は、音価の拡大・縮小、逆行形、拍子記号の混用などである。
《フィッツウィリアム・ヴァージナル・ブック》に収録された彼の作品のいくつかは、軽い性格と奇抜な題名を持っている（たとえば《ブルの「おやすみ」"Bull's Good-Night" 》、《交戦と休戦 "A Battle and No Battle" 》、《ラムジーのボニー・ペグ "Bonny Peg of Ramsey" 》）。